# ليزا فيريرو
ليزا فيريرو (بالإنجليزية: Lisa Ferrero)‏ هي لاعبة غولف أمريكية، ولدت في 3 نوفمبر 1982 في ستوكتون في الولايات المتحدة.

## وصلات خارجية
- ليزا فيريرو على موقع رابطة لاعبات الغولف المحترفات (الإنجليزية)